# فورتالزا
فورتالزا (به اسپانیایی: Fortaleza) نام مرکز ایالت سئارا در کشور برزیل است. این شهر حدود ۳ میلیون نفر جمعیت دارد و پنجمین شهر بزرگ برزیل است. فورتالزا در شمال شرقی برزیل، در فاصله ۲٬۲۸۵ کیلومتری از برازیلیا واقع شده‌است. وجه تسمیه به دژ شوننبورک برمی‌گردد که در زمان اقامت هلندی‌ها در ۱۶۴۹ تا ۱۶۵۴ ساخته و سبب آبادی و گسترش شهر گشت. شعار شهر که بر روی نماد آن نیز نوشته شده‌است عبارت لاتینی Fortitudine است که معنی آن «با قدرت و شجاعت» است.

## مردم‌شناسی

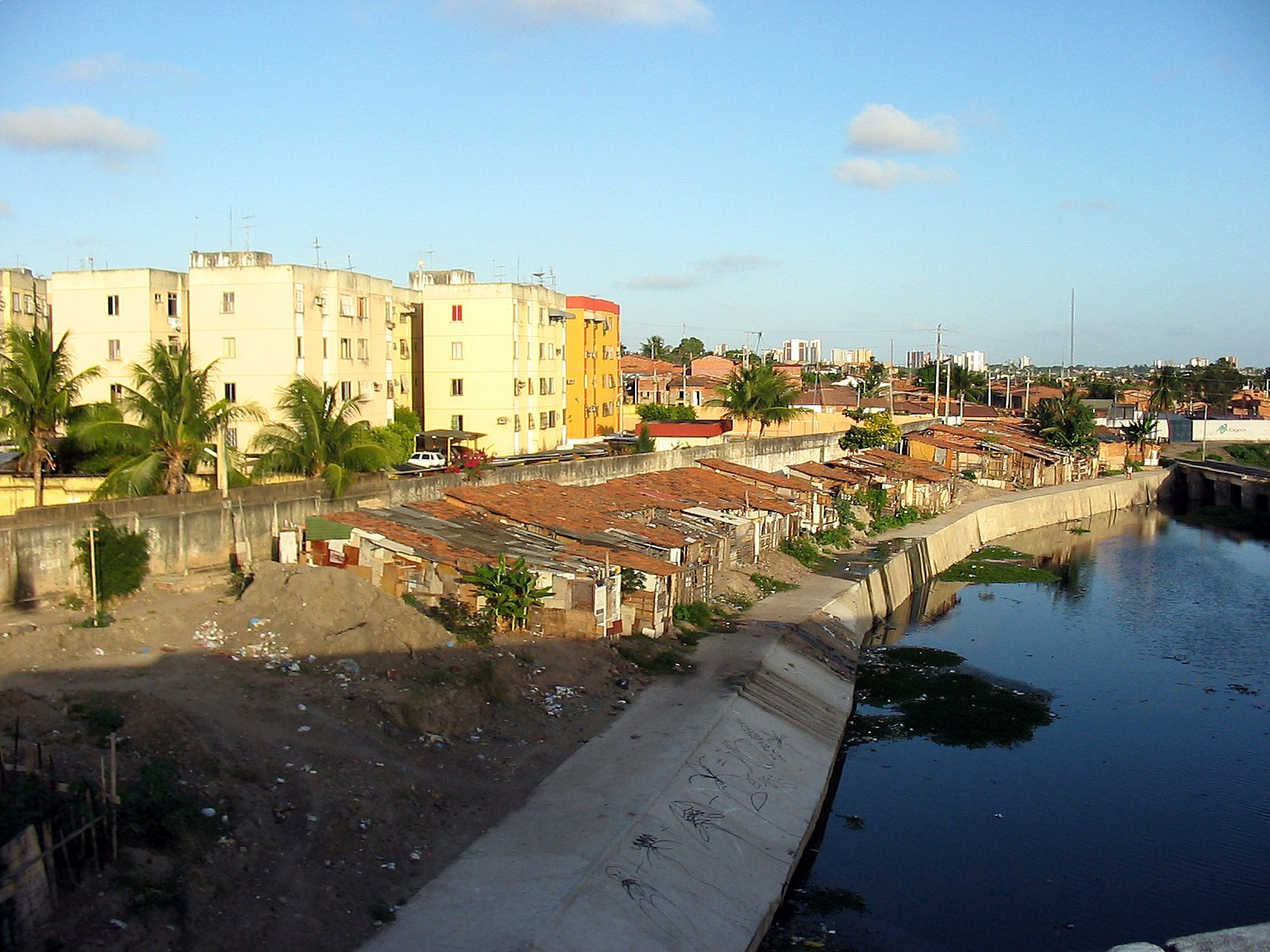
منطقه ساحلی شهر فورتالزا

بر اساس نظرسنجی ۲۰۱۰ مؤسسه آمار و جغرافیای برزیل، شهر فورتالزا ۲٬۳۱۵٬۱۱۶ نفر جمعیت دارد. این نظرسنجی رقم‌های زیر را مشخص کرد: ۱٬۴۰۳٬۲۹۲ نفر پاردو (چندنژادی پرتغالی-اسپانیایی)، ۹۰۱٬۸۱۶ نفر سفید، ۱۱۰٬۸۱۱ نفر سیاه (آفریقایی-برزیلی)، ۳۳٬۱۶۱ نفر آسیایی، ۳٬۰۷۱ نفر بومی برزیل.

## ترابری
فرودگاه بین‌المللی پینتو مارتینز در مرکز شهر واقع شده‌است و بین سال‌های ۱۹۹۶ تا ۱۹۹۸ ساخته شده‌است. هم‌اکنون این فرودگاه در دست توسعه است. در سال ۲۰۱۴ این فرودگاه گنجایش خدمات‌رسانی به ۶٫۲ میلیون مسافر را در سال دارا بود اما پس از توسعه، این عدد به ۱۱٫۲ میلیون خواهد رسید.

## نگارخانه

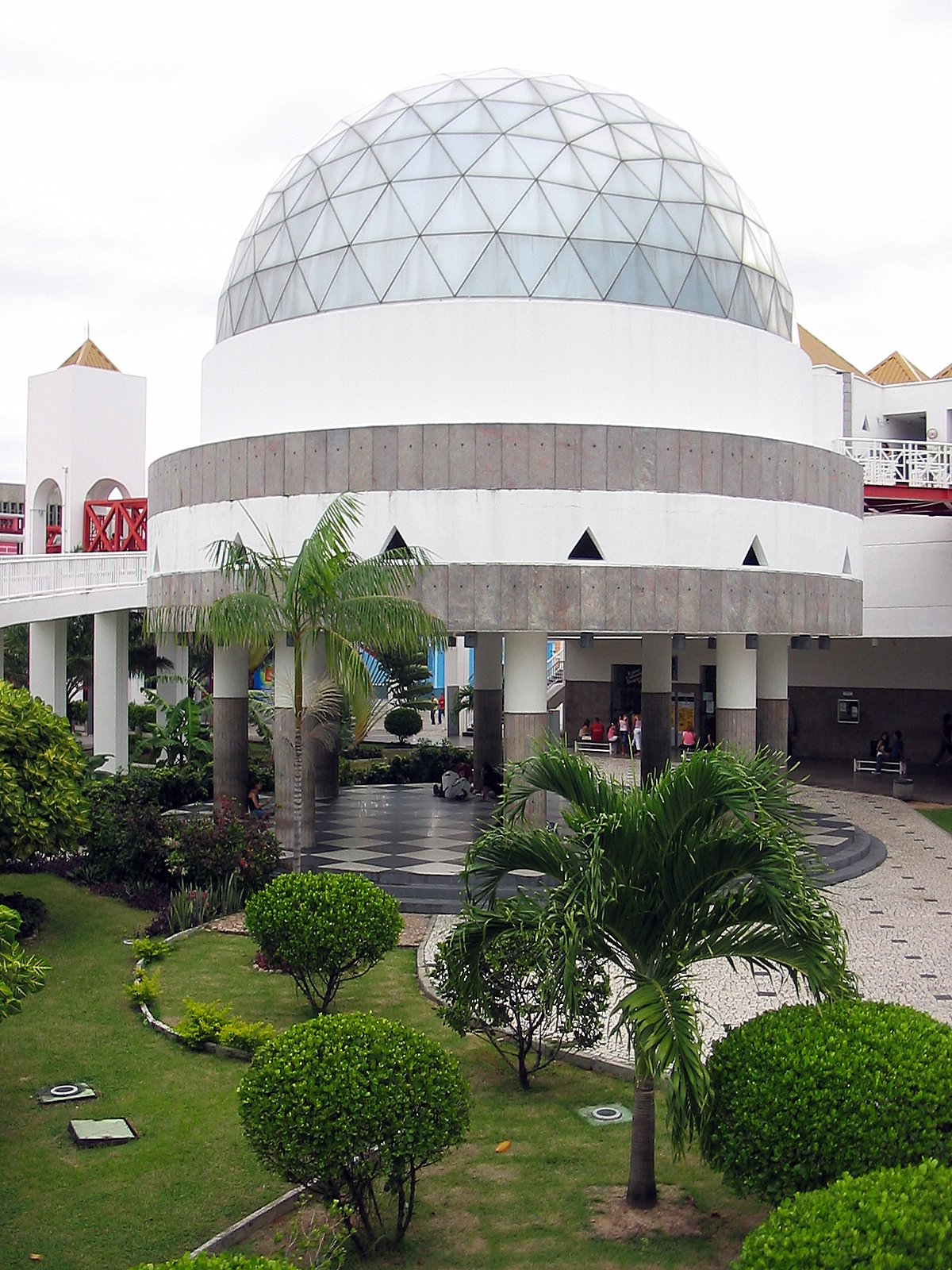
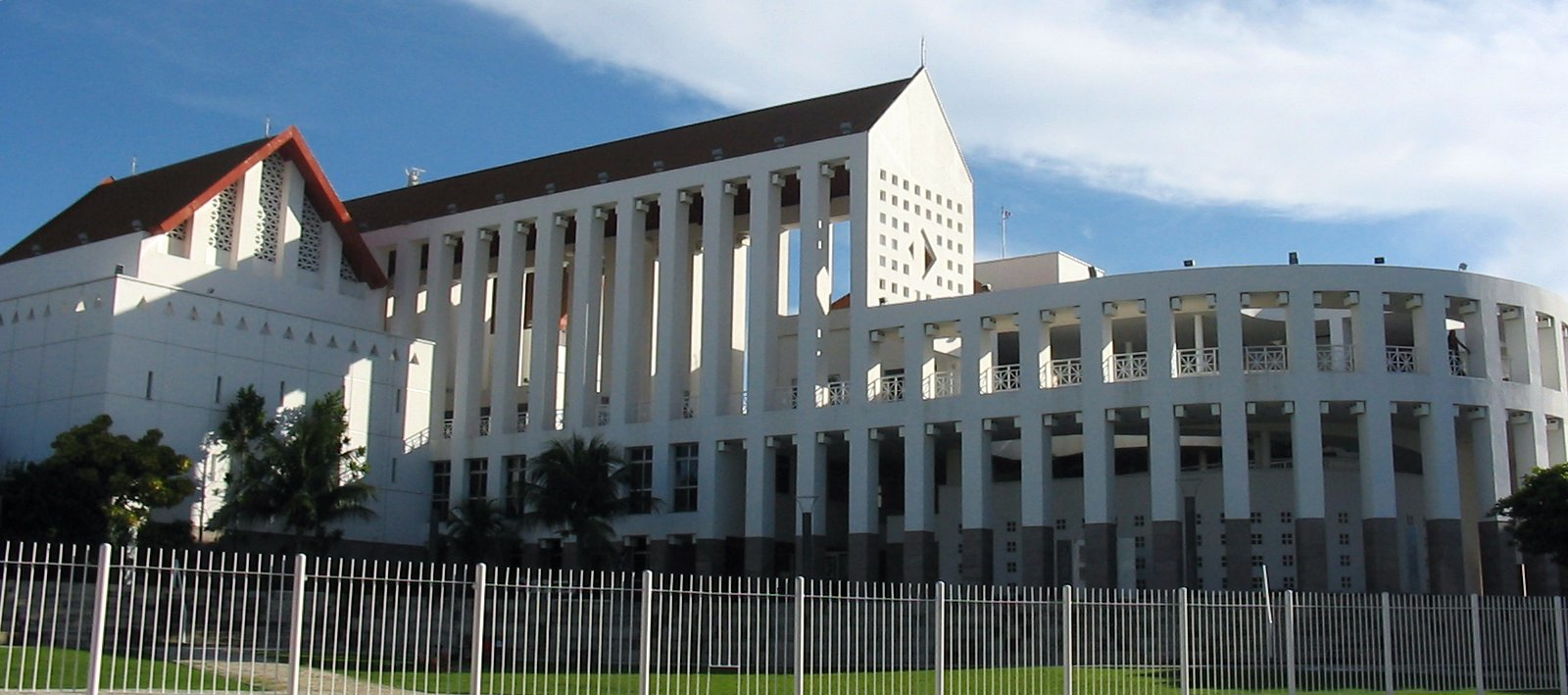
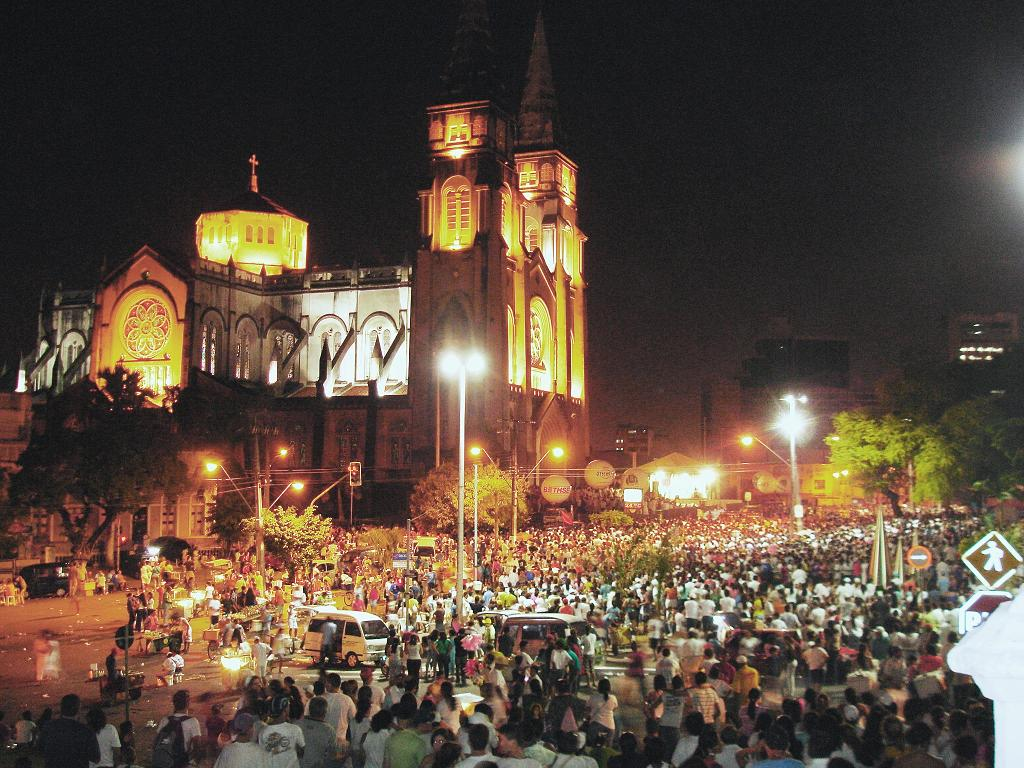
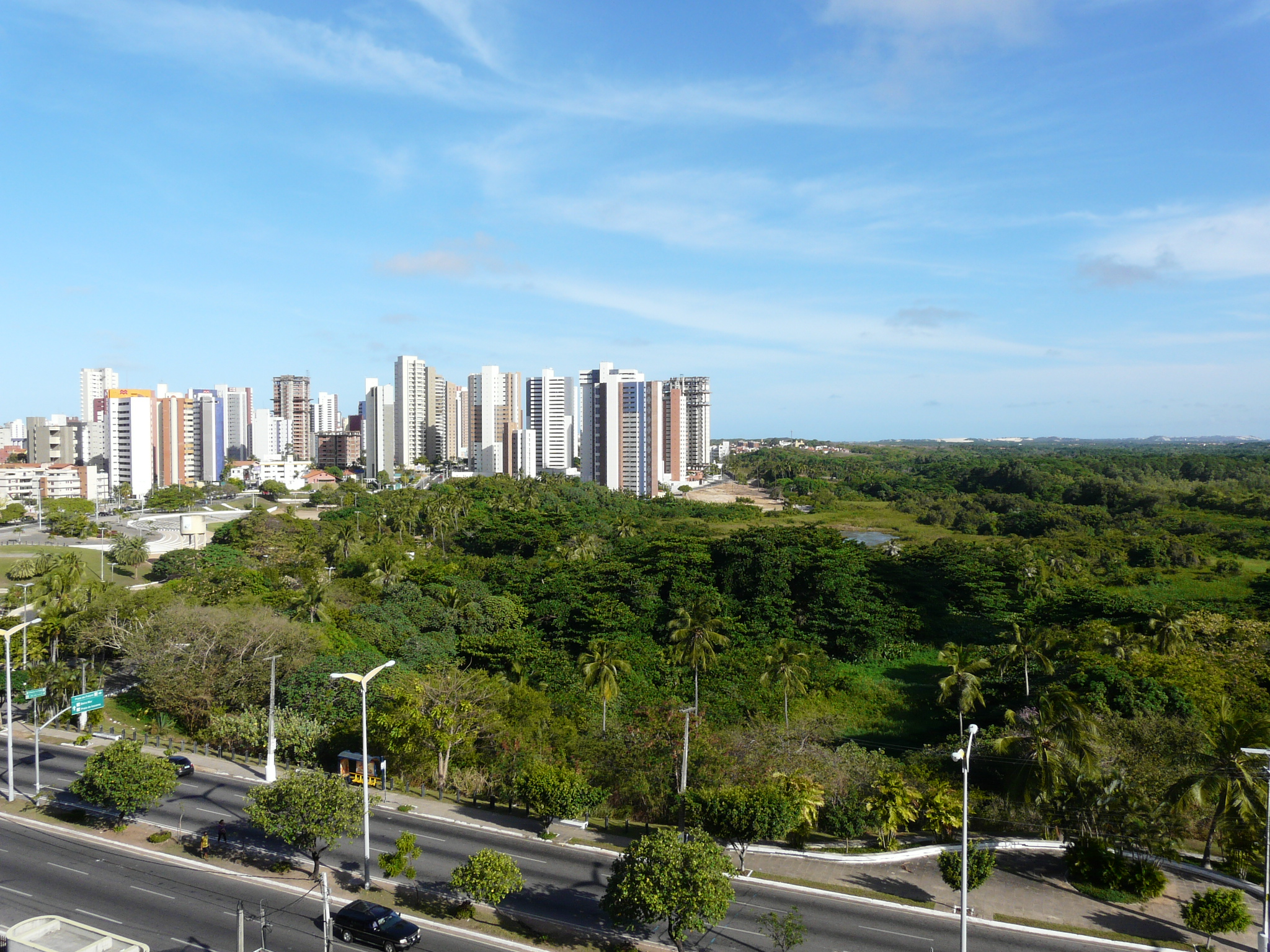
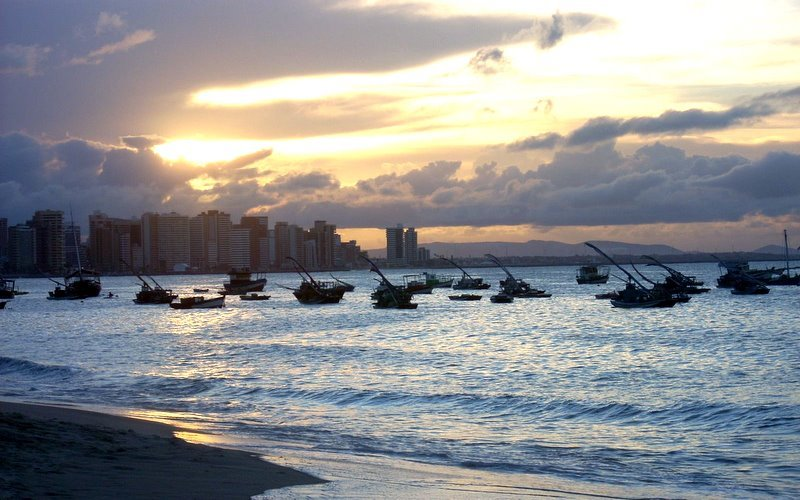
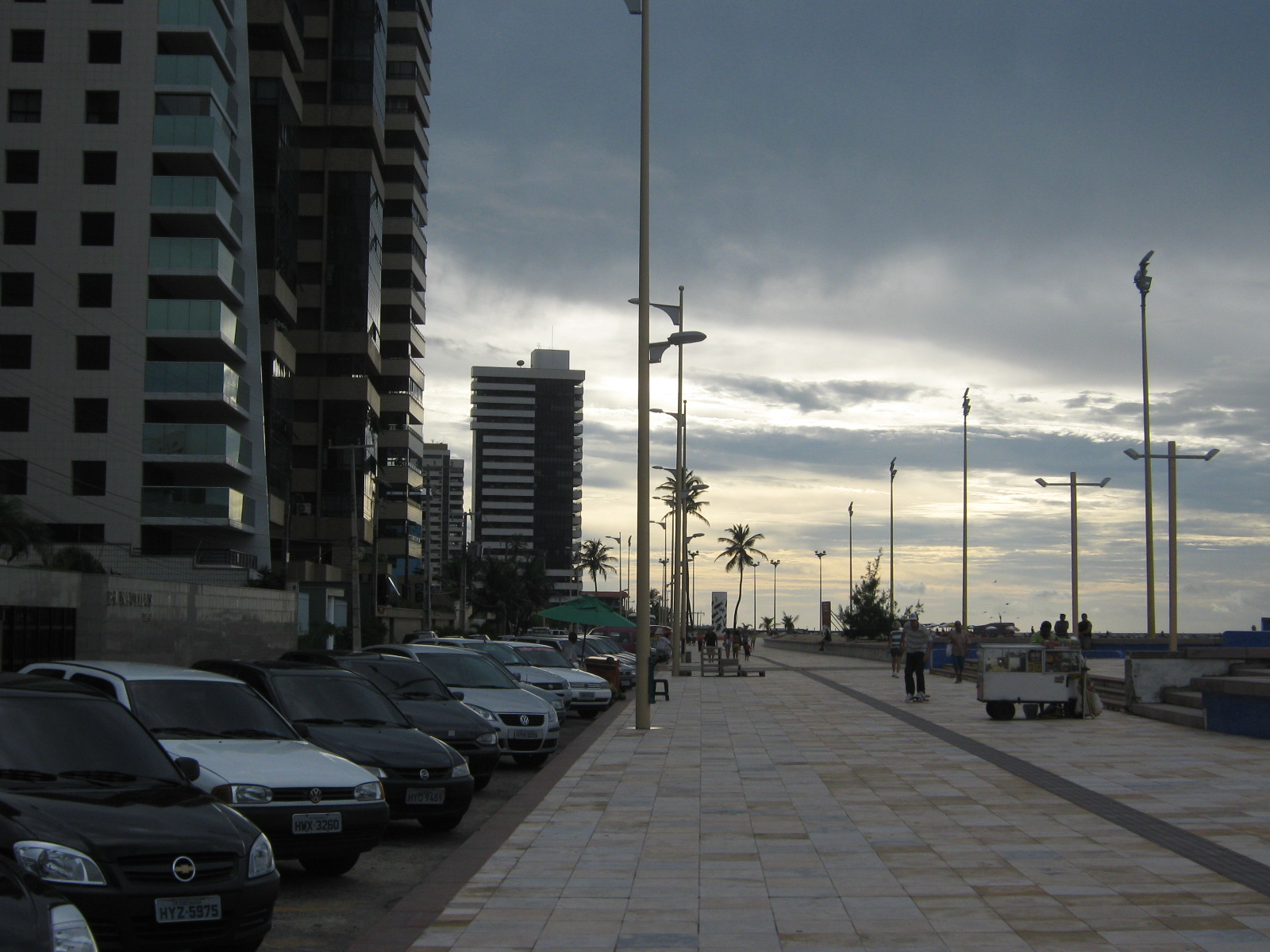
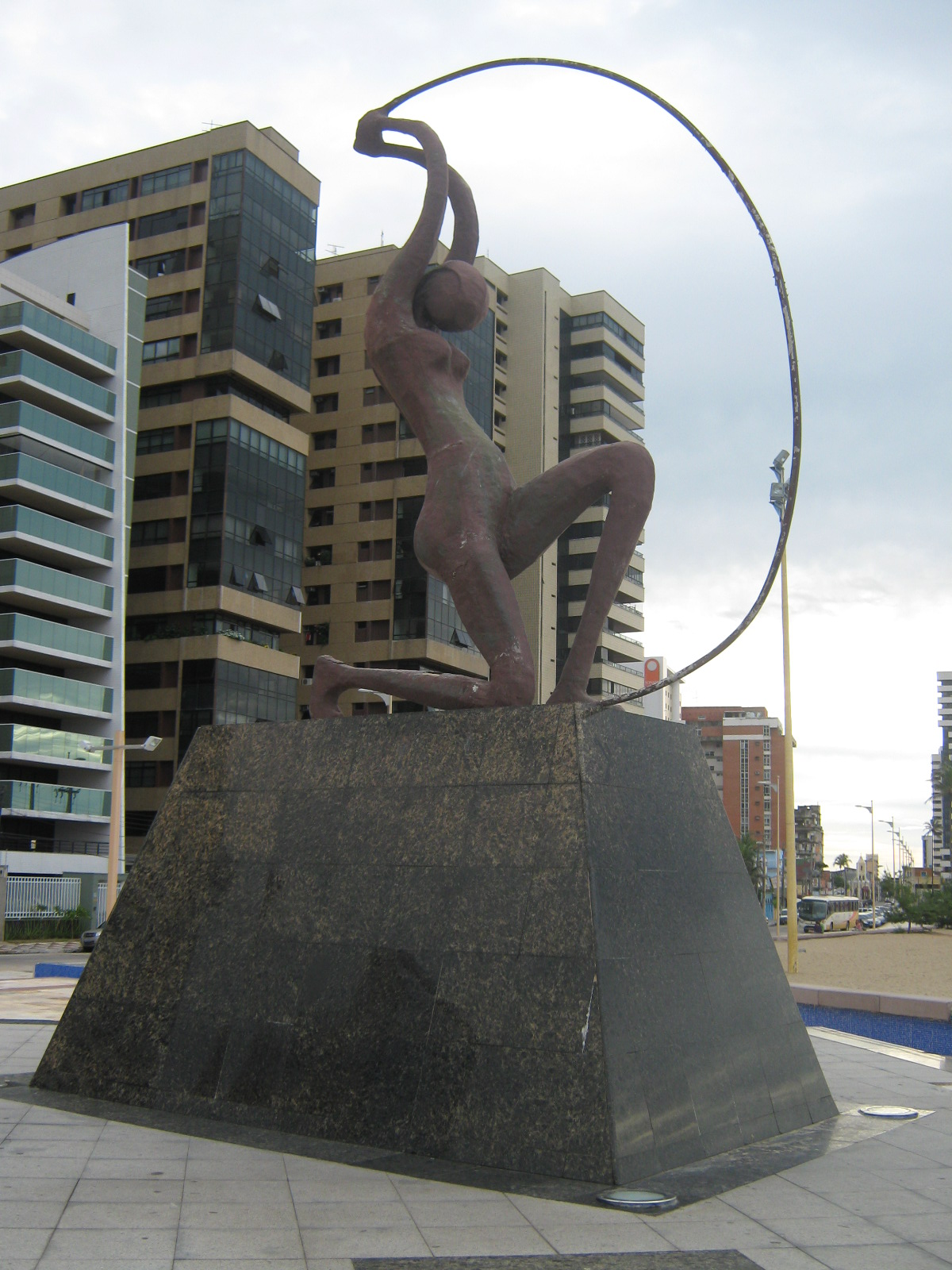
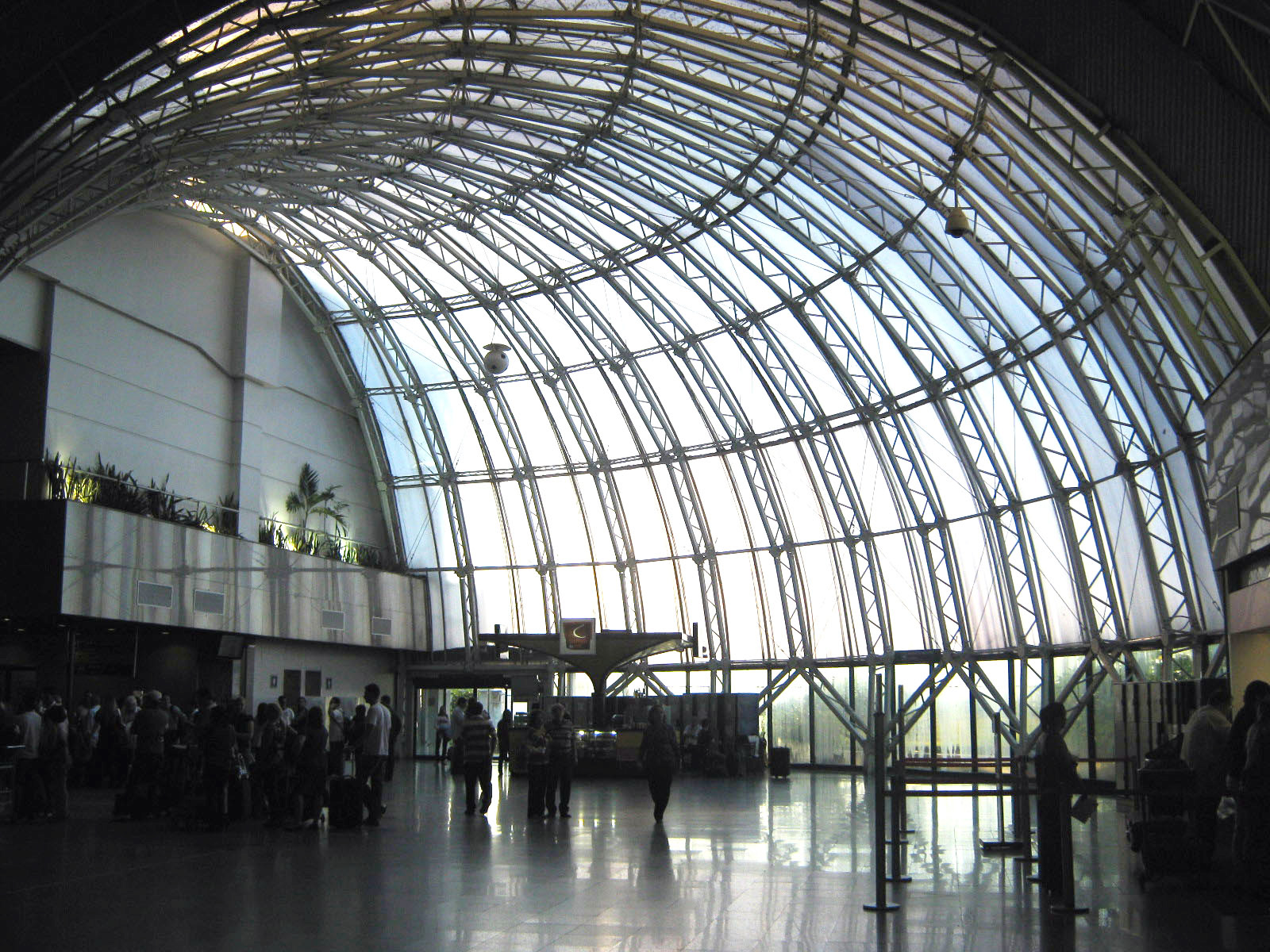
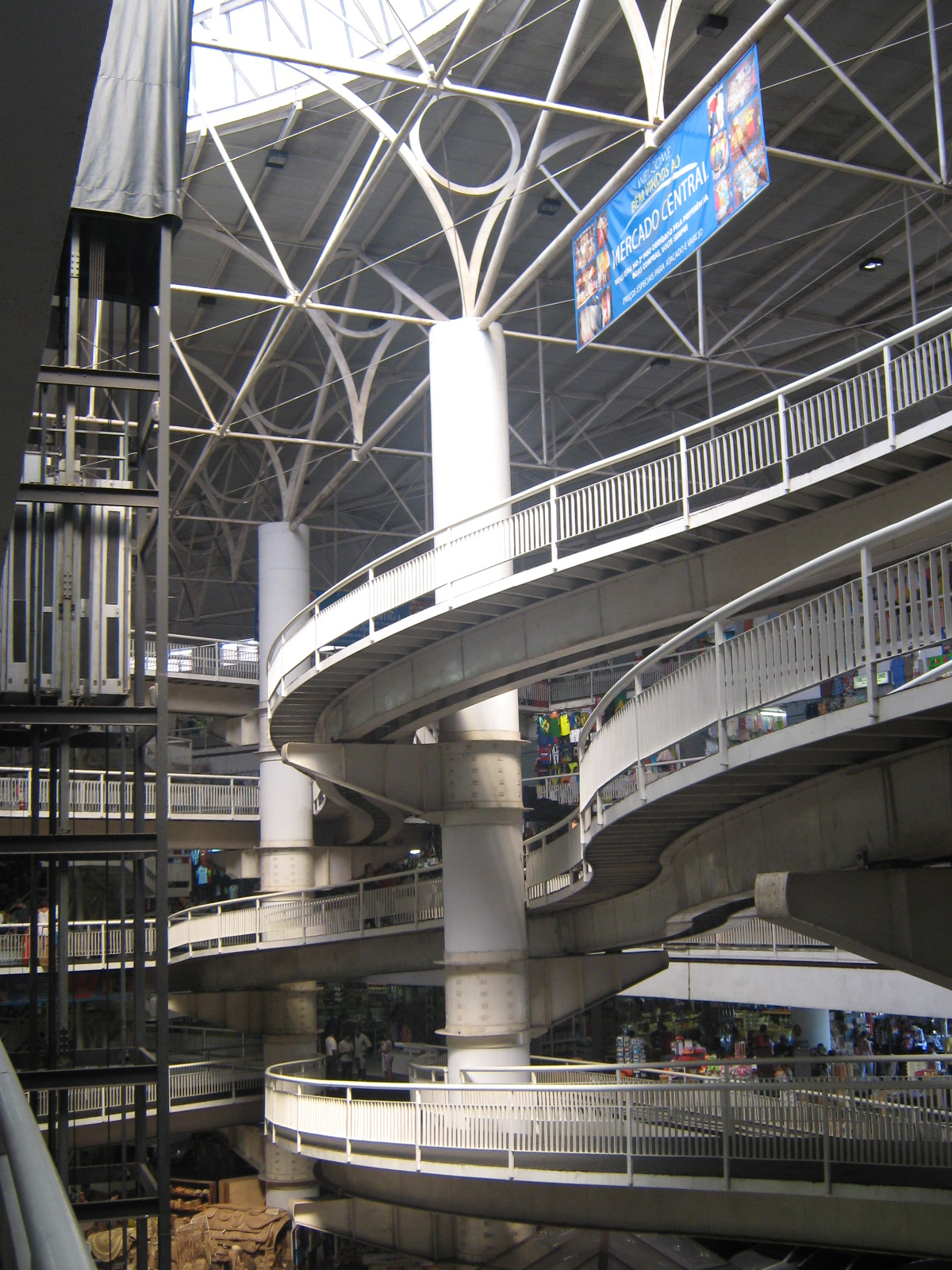